# Asioheterozercon audax
Genre
Espèce
Synonymes
- Heterozercon audax Berlese, 1910

Asioheterozercon audax est une espèce d'acariens mesostigmates de la famille des Heterozerconidae, la seule du genre Asioheterozercon.

## Distribution
Cette espèce a été découverte sur des myriapodes en Asie.

## Publication originale
- Berlese, 1910 : Lista di nuove specie e nuovi generi di Acari. Redia, vol. 6, n. 2, p. 242-271 (texte intégral).
- Fain, 1989 : Notes on mites associated with Myriapoda 4. New taxa in the Heterozerconidae (Acari, Mesostigmata). Bulletin de l'Institut Royal des Sciences Naturelles de Belgique Entomologie, vol. 59, p. 145-156.